# El Abisal
El Abisal är en ort i Mexiko.   Den ligger i kommunen Tierra Blanca och delstaten Veracruz, i den sydöstra delen av landet, 300 km öster om huvudstaden Mexico City. El Abisal ligger 17 meter över havet och antalet invånare är 125.
Terrängen runt El Abisal är mycket platt, och sluttar österut. Runt El Abisal är det ganska tätbefolkat, med 75 invånare per kvadratkilometer. Trakten runt El Abisal består till största delen av jordbruksmark.